# Технологічне оснащення
Технологі́чне осна́щення або технологі́чна осна́стка (у машинобудуванні) — засоби технологічного спорядження, які доповнюють технологічне устатковання під час виконання певної частини технологічного процесу.
За допомогою технологічного оснащення оброблювану деталь (заготовку) встановлюють та закріплюють відносно інструмента і робочих органів верстата, встановлюють та закріплюють обробний інструмент, обробляють, виконують складальні операції, транспортують об'єкти обробки чи інструменти у зону обробки.

## Класифікація

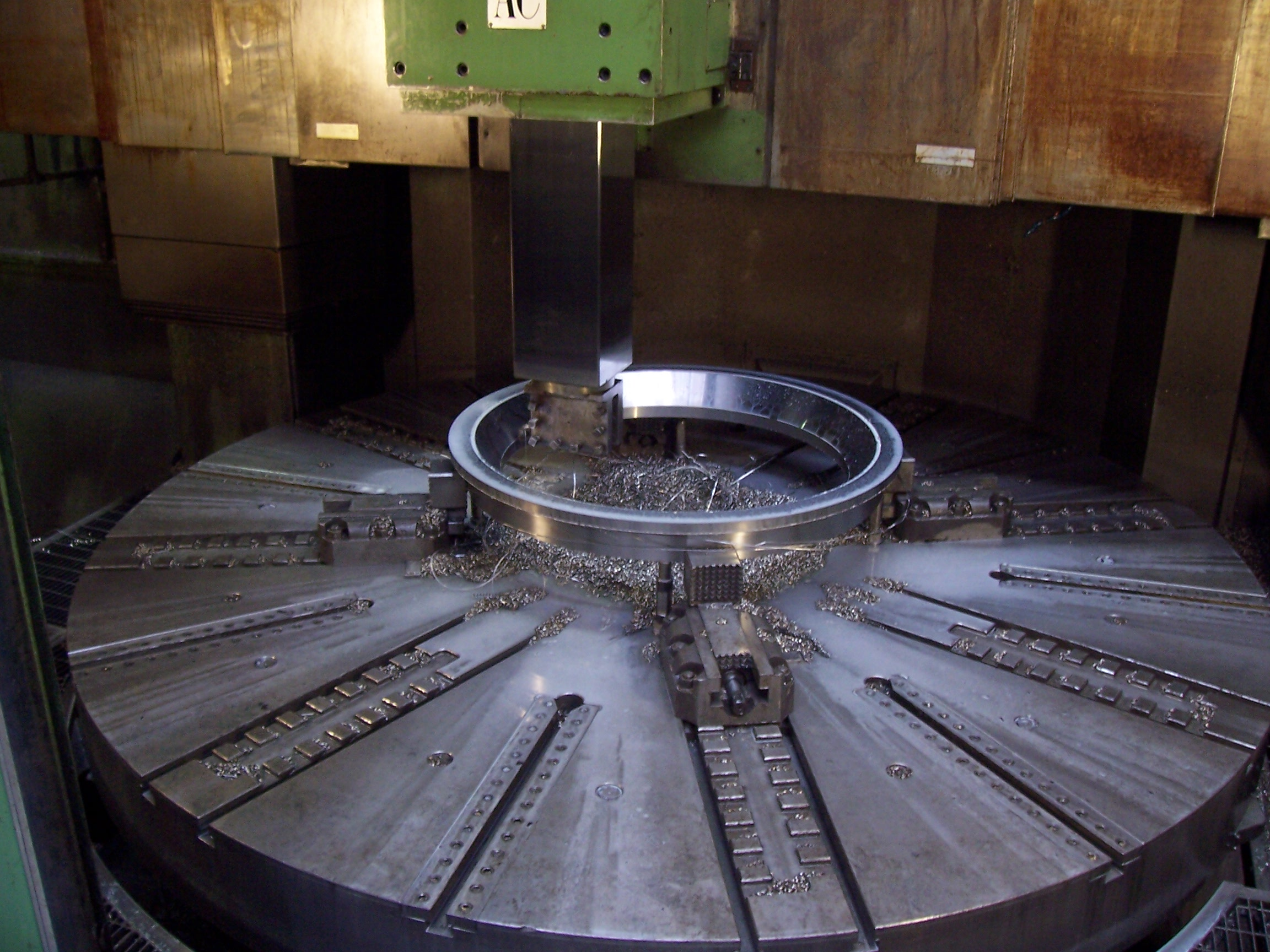
Планшайба токарно-карусельного верстата

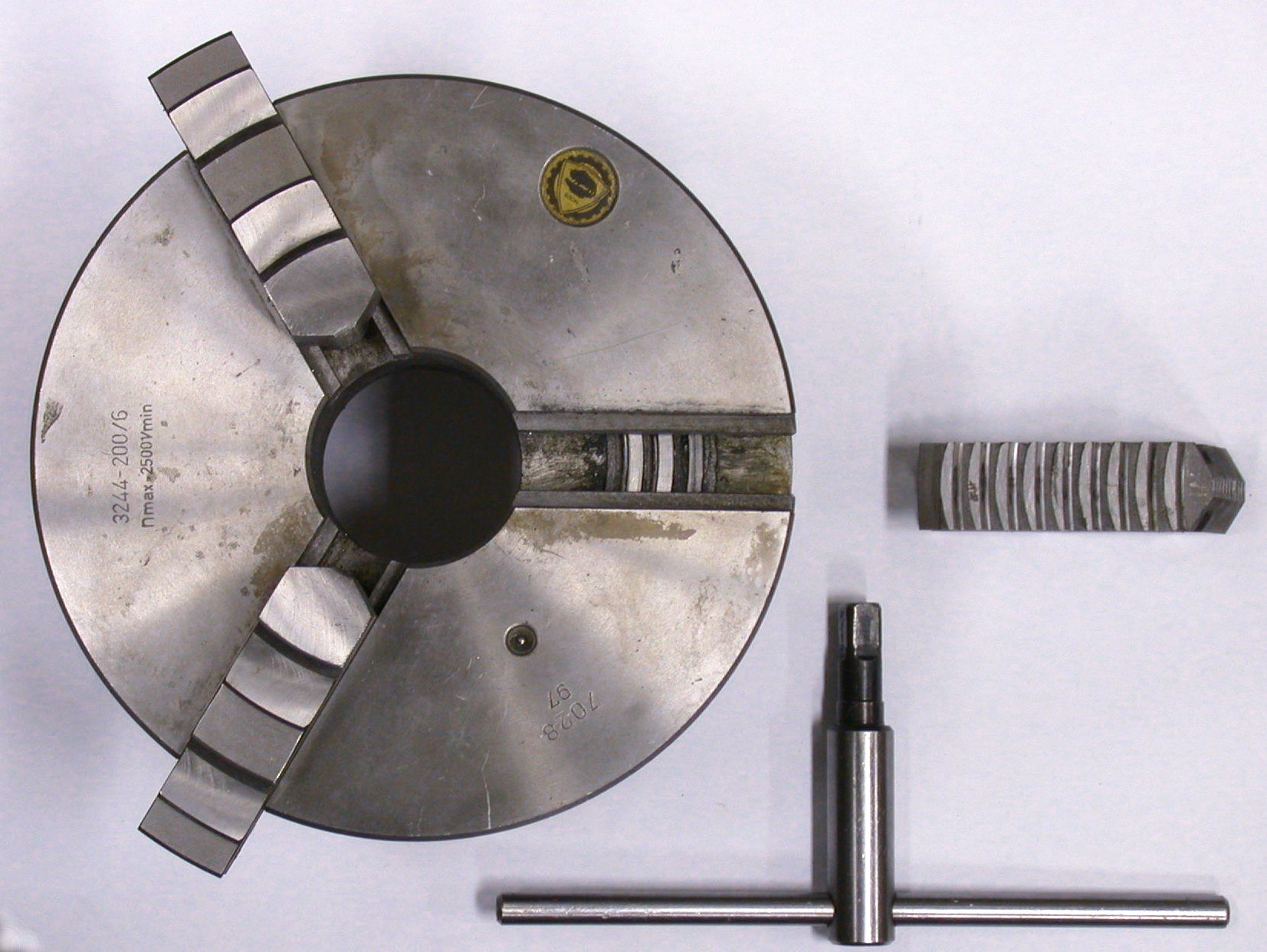
Токарний самоцентрувальний трикулачковий патрон із затискним ключем

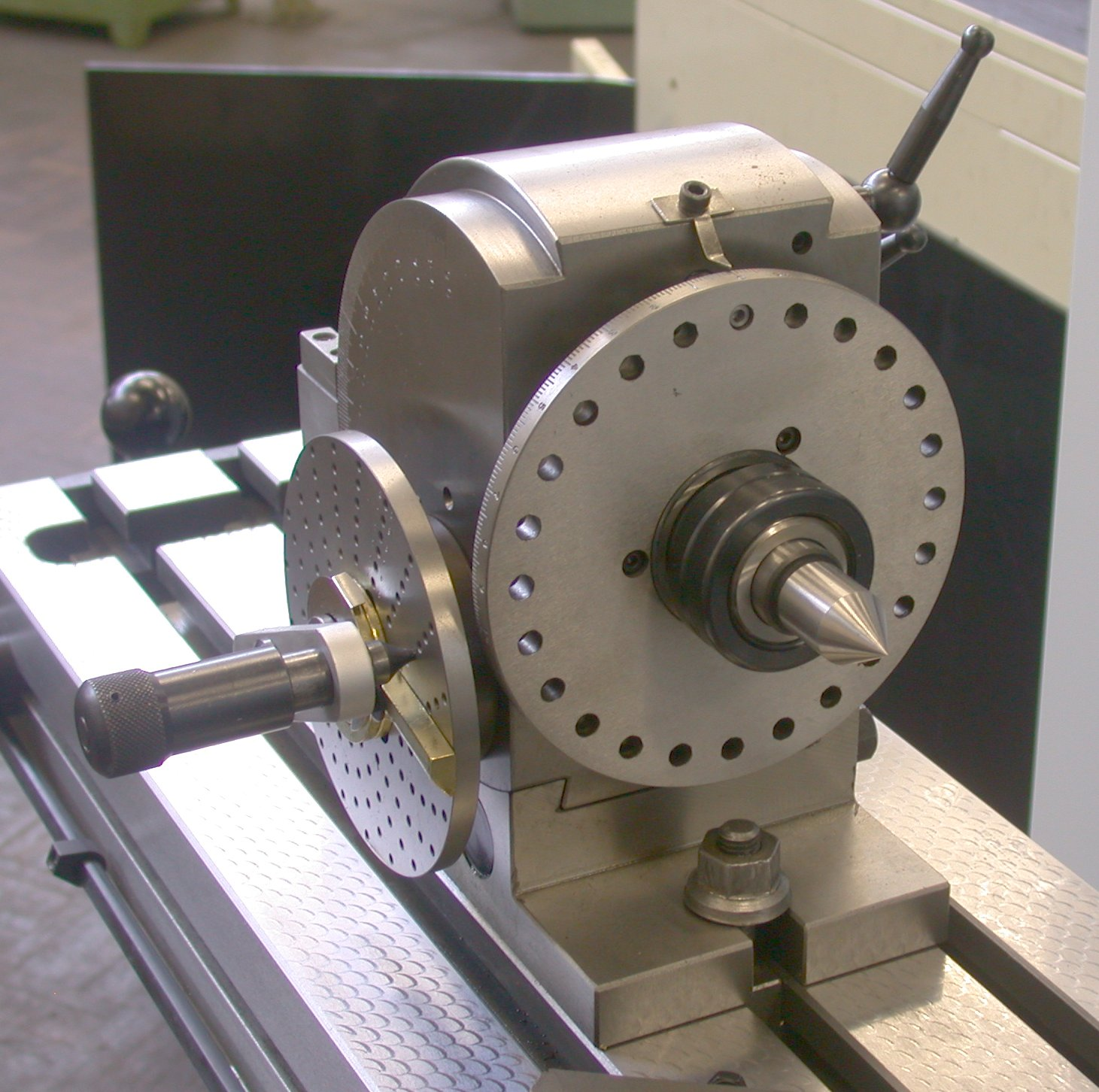
Ділильна головка

За ступенем універсалізації розрізняють технологічне оснащення
- спеціальне — для певних конкретних деталей,
- універсально-налагоджувальне — для деталей різних за формою і розмірами (її переналагоджують на кожний розмір, замінюючи деякі вузли);
- універсальне — для різних деталей.

Технологічне оснащення за методом створення буває агрегатованим, складеним з самостійних нормалізованих і універсальних вузлів, і неагрегатованим — з вузлів і деталей спеціального призначення. Агрегатованим є універсальне збірне технологічне оснащення, що його складають з типових вузлів і деталей, а потім за відсутності потреби у ньому — розбирають.
За функціональним призначенням технологічне оснащення поділяють на
- установочне (наприклад, оправка, планшайба);
- затискне (затискний патрон, різьбові, клинові та інші затискачі);
- напрямне (наприклад, кондуктор);
- центрувальне;
- поворотне та ділильне (поворотний стіл, ділильна і револьверна головки тощо).

Є також технологічне оснащення, за допомогою якого складають деталі, а іноді й переміщують їх (пристрої-супутники).

## Роль технологічного оснащення у виробництві
Забезпеченість технологічним оснащенням характеризує рівень розвитку виробництва, сприяє підвищенню продуктивності праці, поліпшенню якості продукції.